# Alexis Mendoza
Alexis Antonio Mendoza (Barranquilla, 8 november 1961) is een voormalig profvoetballer uit Colombia. Hij speelde als centrale verdediger in Colombia en Mexico gedurende zijn carrière. Na zijn actieve loopbaan stapte hij het trainersvak in. Mendoza was bij het WK voetbal 2010 assistent van bondscoach Reinaldo Rueda van Honduras.

## Clubcarrière
Mendoza speelde dertien seizoenen als centrale verdediger in eigen land, voordat hij in 1996 naar Mexico vertrok en zich voor één seizoen aansloot bij CD Veracruz.

## Interlandcarrière
Mendoza kwam in totaal 67 keer (twee doelpunten) uit voor de nationale ploeg van Colombia in de periode 1987–1997. Onder leiding van bondscoach Francisco Maturana maakte hij zijn debuut op 11 juni 1987 in een vriendschappelijke thuiswedstrijd tegen Ecuador, die met 1-0 werd gewonnen dankzij een doelpunt van Leonel Álvarez. Het oefenduel was het eerste onder leiding nieuwe Colombiaanse bondscoach Maturana. Andere debutanten in die wedstrijd waren doelman René Higuita, Juan Jairo Galeano, John Jairo Tréllez, Luis Fernando Herrera en Luis Carlos Perea. Mendoza nam met zijn vaderland deel aan twee opeenvolgende WK-eindronden: 1990 en 1994.
| Interlandoelpunten | Interlandoelpunten | Interlandoelpunten | Interlandoelpunten | Interlandoelpunten | Interlandoelpunten | Interlandoelpunten | Interlandoelpunten |
| №                  | Datum              | Locatie            | Wedstrijd          | Goal(s)            | Score              | Uitslag            | Wedstrijd          |
| ------------------ | ------------------ | ------------------ | ------------------ | ------------------ | ------------------ | ------------------ | ------------------ |
| 1                  | 29/08/1993         | Barranquilla       | Colombia – Peru    | 66'                | 3 – 0              | 4 – 0              | WK-kwalificatie    |
| 2                  | 26/10/1995         | Peking             | China – Colombia   | 38'                | 1 – 1              | 2 – 1              | Oefeninterland     |

## Erelijst
Als speler
 América de Cali
- Colombiaans landskampioenschap: 1990, 1992

 Atlético Junior
- Colombiaans landskampioenschap: 1993, 1995

Als trainer
 Atlético Junior
- Copa Colombia: 2015